# Carolina Matilde de Eslésvico-Holsácia-Sonderburgo-Augustemburgo
Carolina Matilde de Eslésvico-Holsácia-Sonderburgo-Augustemburgo (25 de janeiro de 1860 - 20 de fevereiro de 1932) foi filha do duque Frederico VIII de Eslésvico-Holsácia.

## Família
Carolina foi a segunda filha do duque Frederico VIII de Eslésvico-Holsácia e da sua esposa, a princesa Adelaide de Hohenlohe-Langenburg. Os seus avós paternos eram Cristiano Augusto II, Duque de Eslésvico-Holsácia-Sonderburgo-Augustemburgo e a condessa Luísa Sofia de Danneskjold-Samsøe. Os seus avós maternos eram Ernesto I, Príncipe de Hohenlohe-Langenburg e a princesa Feodora de Leiningen, meia-irmã da rainha Vitória do Reino Unido. A sua irmã mais velha, a princesa Augusta Vitória de Eslésvico-Holsácia, viria a casar-se com o kaiser Guilherme II da Alemanha.

## Casamento e descendência
Carolina Matilde casou-se com Frederico Fernando, Duque de Eslésvico-Holsácia, filho mais velho de Frederico, Duque de Eslésvico-Holsácia-Sonderburgo-Glucksburgo e da princesa Adelaide de Schaumburg-Lippe e sobrinho do rei Cristiano IX da Dinamarca no dia 19 de Março de 1885 em Primknau. Juntos tiveram seis filhos:
1. Vitória Adelaide de Eslésvico-Holsácia-Sonderburgo-Glucksburgo (31 de dezembro de 1885 – 3 de outubro de 1970); casada com o duque Carlos Eduardo de Saxe-Coburgo-Gota; com descendência.
2. Alexandra Vitória de Eslésvico-Holsácia-Sonderburgo-Glucksburgo (21 de abril de 1887 – 15 de abril de 1957); casada primeiro com o príncipe Augusto Guilherme da Prússia de quem se divorciou em 1920; com descendência. Casou-se depois com Arnold Rümann em 1922; sem descendência.
3. Helena Adelaide de Eslésvico-Holsácia-Sonderburgo-Glucksburgo (1 de junho de 1888 – 30 de junho de 1962); casada com o príncipe Haroldo da Dinamarca; com descendência.
4. Adelaide Luísa de Eslésvico-Holsácia-Sonderburgo-Glucksburgo (19 de outubro de 1889 – 11 de junho de 1964); casada com Frederico, 3.º príncipe de Solms-Baruth; com descendência.
5. Guilherme Frederico, Duque de Eslésvico-Holsácia (23 de agosto de 1891 – 10 de fevereiro de 1965); casado com a princesa Maria Melita de Hohenlohe-Langenburg; com descendência.
6. Carolina Matilde de Eslésvico-Holsácia-Sonderburgo-Glucksburgo (11 de maio de 1894 - 28 de janeiro de 1972); casada com o conde Hans de Solms-Baruth; com descendência.

## Últimos anos
Após a queda da dinastia Hohenzollern no final da Primeira Guerra Mundial, Carolina e a sua família viveram calma e recatadamente, sendo raramente vistos fora do seu Castelo de Grünholz.
Carolina morreu no dia 20 de fevereiro de 1932 nesse mesmo castelo. Alguns anos antes tinha sofrido um ataque de uma doença relacionada com o coração do qual nunca recuperou completamente. O seu marido era o único membro da família presente quando morreu.

## Genealogia
| Carolina Matilde de Eslésvico-Holsácia-Sonderburgo-Augustemburgo | Pai: Frederico VIII, Duque de Eslésvico-Holsácia | Avô paterno: Cristiano Augusto II, Duque de Eslésvico-Holsácia-Sonderburgo-Augustemburgo | Bisavô paterno: Frederico Cristiano II, Duque de Eslésvico-Holsácia-Sonderburgo-Augustemburgo |
| Carolina Matilde de Eslésvico-Holsácia-Sonderburgo-Augustemburgo | Pai: Frederico VIII, Duque de Eslésvico-Holsácia | Avô paterno: Cristiano Augusto II, Duque de Eslésvico-Holsácia-Sonderburgo-Augustemburgo | Bisavó paterna: Luísa Augusta da Dinamarca                                                    |
| Carolina Matilde de Eslésvico-Holsácia-Sonderburgo-Augustemburgo | Pai: Frederico VIII, Duque de Eslésvico-Holsácia | Avó paterna: Luísa Sofia de Danneskiold-Samsøe                                           | Bisavô paterno: Cristiano Conrado, Conde de Danneskiold-Samsøe                                |
| Carolina Matilde de Eslésvico-Holsácia-Sonderburgo-Augustemburgo | Pai: Frederico VIII, Duque de Eslésvico-Holsácia | Avó paterna: Luísa Sofia de Danneskiold-Samsøe                                           | Bisavó paterna: Frederica Luísa de Kleist                                                     |
| Carolina Matilde de Eslésvico-Holsácia-Sonderburgo-Augustemburgo | Mãe: Adelaide de Hohenlohe-Langenburg            | Avô materno: Ernesto I, Príncipe de Hohenlohe-Langenburg                                 | Bisavô materno: Carlos Luís I, Príncipe de Hohenlohe-Langenburg                               |
| Carolina Matilde de Eslésvico-Holsácia-Sonderburgo-Augustemburgo | Mãe: Adelaide de Hohenlohe-Langenburg            | Avô materno: Ernesto I, Príncipe de Hohenlohe-Langenburg                                 | Bisavó materna: Amália de Solms-Baruth                                                        |
| Carolina Matilde de Eslésvico-Holsácia-Sonderburgo-Augustemburgo | Mãe: Adelaide de Hohenlohe-Langenburg            | Avó materna: Feodora de Leiningen                                                        | Bisavô materno: Emich Carlos, 2° Príncipe de Leiningen                                        |
| Carolina Matilde de Eslésvico-Holsácia-Sonderburgo-Augustemburgo | Mãe: Adelaide de Hohenlohe-Langenburg            | Avó materna: Feodora de Leiningen                                                        | Bisavó materna: Vitória de Saxe-Coburgo-Saalfeld                                              |